# Campurejo (Panceng)
Campurejo is een bestuurslaag in het regentschap Gresik van de provincie Oost-Java, Indonesië. Campurejo telt 9744 inwoners (volkstelling 2010).